# Ana (sito archeologico)
Il sito archeologico di Ana si trova nel territorio di Cinctorres, (Castelló de Rugat, Comunità Valenciana, in Spagna).
Vi sono stati ritrovati fossili di Dinosauro risalenti a circa 115 milioni di anni fa e datati al Cretacico inferiore.
Il nome Ana deriva dal nome di una figlia del proprietario del terreno.

## Scoperta
Il sito fu scoperto nel 1998 dal geologo spagnolo Ramón Ortí, seguendo le indicazioni di alcuni abitanti della zona che avevano trovato alcune ossa di grandi dimensioni in un terreno di proprietà di José Casanova; il sito fu denominato Ana dal nome di una figlia del proprietario.

## Campagne di scavo
Dopo un primo scavo di assaggio nel 1999, la prima vera campagna di scavo fu condotta all'inizio del 2002 e appurò il potenziale interesse del sito. Una seconda campagna nel maggio dello stesso anno portò alla luce 74 reperti fossili di dinosauro, mentre in novembre ne furono ritrovati altri 97.
Nel 2004 la terza campagna di scavi recuperò dapprima 119 resti fossili e pochi mesi dopo altri 81.

## Ritrovamenti
I resti fossili ritrovati appartengono principalmente all'Iguanodonte, un dinosauro erbivoro di cui sono stati ritrovati resti di denti, parte della mandibola, una scapola, vertebre e una tibia. Le dimensioni dei reperti indicano che si trattava di esemplari di taglia media superiore a quella degli iguanodonti del centro Europa.
Sono stati inoltre trovati denti e vertebre di specie carnivore del gruppo dei Teropodi, come lo Spinosauro.